# Kim Jeong-mi
Kim Jeong-mi, född den 7 februari 1975, är en sydkoreansk handbollsspelare.
Hon tog OS-silver i damernas turnering i samband med de olympiska handbollstävlingarna 1996 i Atlanta.